# أبراهام راتنر
أبراهام راتنر (بالإنجليزية: Abraham Rattner)‏ (1895 - 1978م). رسام أمريكي معروف بأعماله الفنية، ولوحاته المميزة بألوانها المتألقة المثيرة للإعجاب وأفكارها الغنية ورمزيتها. وتبرز لوحاته كثيرًا إذا رسمت على الزجاج فتظهر ألوانها الباهرة وخطوطها السوداء الواضحة. وكان راتنر يستخدم النقوش والكلمات في أعماله الفنية، وصوَّر في لوحاته من الموضوعات الإنجيلية المألوفة الشائعة كصلب المسيح (في اعتقاد النصارى)والمحاكمة الأخيرة كما صوَّر أعمالاً إنجيلية أقل شيوعاً وألفة مثل وادي العظام الجافة. وكان له الفضل في انتشار الصور الرمزية مثل لوحاته التي رسم فيها مسَّاحة الزجاج التي تزيل الأقذار من النافذة ورمز بها إلى جلاء بصيرة الإنسان ليتمكن الناس من رؤية الحقيقة وبهائها.
وُلِدَ راتنر بوج كيبسي في نيويورك.